# Orientul Antic

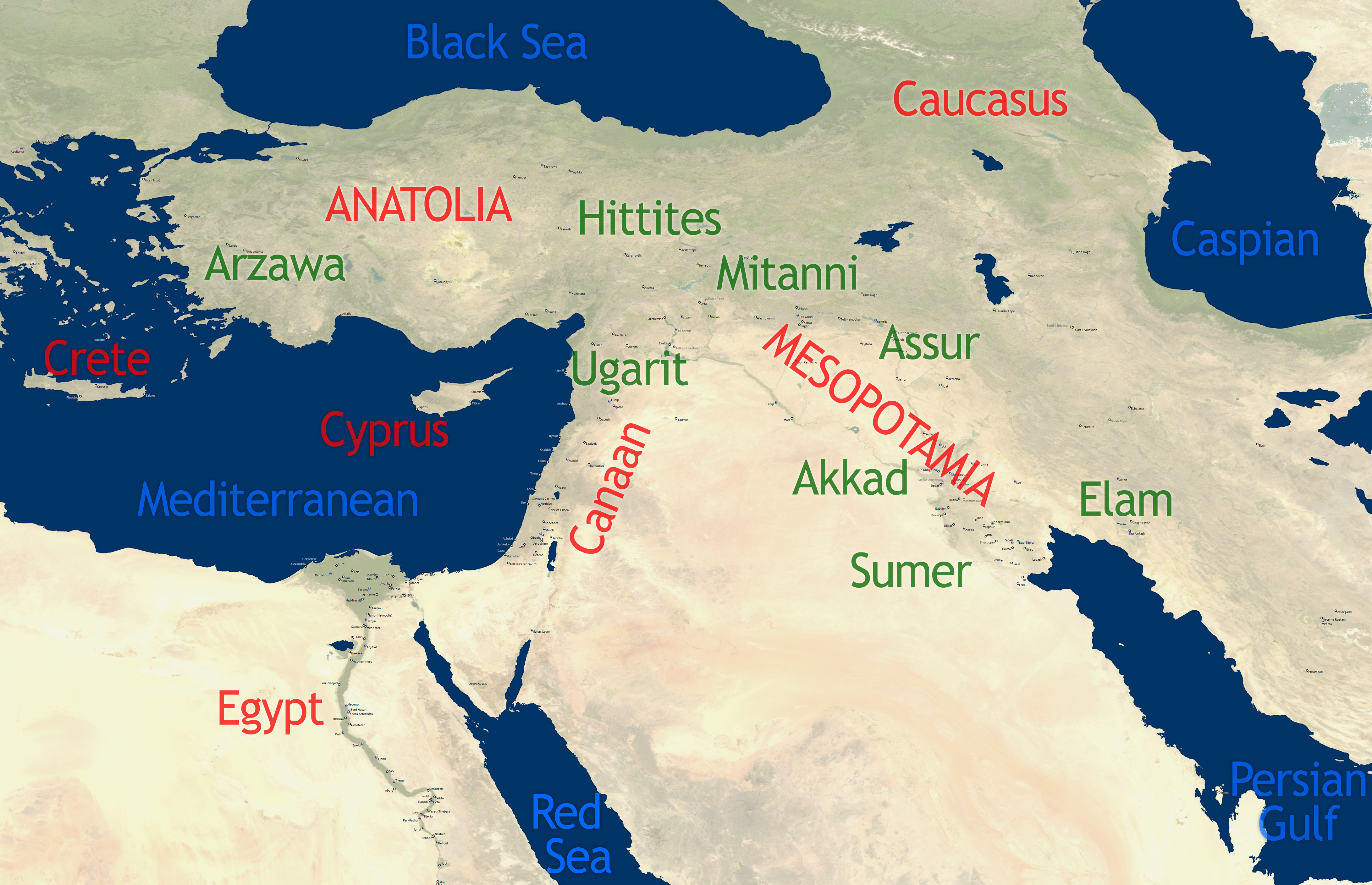
Harta Orientului Antic Apropiat

Harta Chinei- dinastiile

Orientul antic  reprezintă  un termen învechit acordat  de către istorici și arheologi pentru Asia de Vest, Asia de Sud, Asia de Est  și Africa de Nord   în timpul epocii cuprului, bronzului și fierului. Orientul  este împărțit în trei mari regiuni geografice:  Orientul Apropiat, Orientul Mijlociu și Orientul Îndepărtat.

## Denumire
Orient ( lat. oriens = est) este o denumire uzuală atribuită spațiului geografic de la răsărit de Europa (îndeosebi Asia și Africa de Est). Denumirea de „orient” provine din timpul romanilor, care defineau această parte a lumii (lat. plagae mundi) drept plaga orientalis. Azi grecii numesc regiunea aceea Anatole, iar italienii denumesc Levante (Levant).
În decursul istoriei înțelesul termenului de „orient” s-a modificat. La ora actuală cuprinde toată regiunea continentului asiatic, incluzând de exemplu țările arabe, Iranul, India și China.
Țările arabe, Turcia, Iranul, Africa de nord și alte țări aparțin de „orientul apropiat”. Acest termen din urmă este nu numai o zonă geografică, ci definește și o regiune vastă cu o anumită cultură și religie (islam).
Începând din anii 1970, prin dezbaterile despre „orientalism”, tendința de separare a lumii în „orient” și „occident” a fost criticată vehement: separarea ar fi legată de prejudecăți și ne oferă o imagine subiectivă, ruptă de realitate. Această formulare a făcut-o în tezele sale Edward Said (critic literar din Palestina), care a arătat greșeala acestei concepții născute în secolul al XVIII-lea.

## Geografie

### Regionalizare
Orientul Apropiat cuprinde   Armenia de azi, Anatolia,Asia Mică sau Turcia de azi care a  fost populată  de  Hitiți  , precum și de coloniile grecești ;   Levantul -Siria, Libanul, Israelul, Palestina și Iordania de azi, populate în antichitate de populațiile caananite, orașele-state feniciene și Regatul Israelului.Egiptul, cu toate că este  amplasat în Africa de Nord, este inclus metodologic  că parte a istoriei Orientului  Apropiat, datorită contactelor și influențelor culturale cu celelalte civilizații din spațiul orientului apropiat.  
Orientul Mijlociu  cuprinde Mesopotamia (Irakul , sud-estul Turciei, sud-vestul Iranului, nord-estul Siriei și Kuweitul de azi care au găzduit  orașele-state sumeriene,  Imperiul Akkadian, Imperiul Babilonian, Asiria), peninsula arabă (Arabia Saudită și Emiratele Arabe de azi) și  teritoriul antic al Iranului de azi- Elam, Media, Imperiul Persan, Partia și Imperiul Sasanid.  
Orientul Îndepărtat cuprinde   India , China,  peninsula coreeană și arhipeleagul japonez  de azi.

### Clima , relief și hidrologie
Regiunea Orientului Apropiat și Mijlociu,  din perspectiva climatică,  este predominant  aridă și  subtropicala, și se întinde  de la Sahara până în Asia Centrală. În cazul Orientului Îndepărtat, clima este predominant tropical-musonică.  Cu toate acestea, Orientul Mijlociu prezintă o varietate de arii naturale diferite, care au fost, de asemenea, supuse unui proces constant de schimbare de-a lungul mileniilor.  
Orientul face parte din Asia care este cel mai întins continent de pe Pământ și, de asemenea, cel mai populat, cu suprafața sa  care constituie 8,7 % din suprafața totală a Terrei și 29,8 % din uscatul acesteia. Este continentul cu cele mai întinse și mai înalte lanțuri muntoase ale Terrei, cu  munți foarte înalți, precum Himalaya, Pamir, Karakorum, Kunlun ș.a., și un podiș înalt (Podișul Tibet, situat la 5000 m).
Continentul asiatic este cunoscut prin cele mai mari altitudini ale planetei: vârful Chomolungma (8848 m) din Munții Himalaya și vârful Chogori sau K2 (8610 m). Deșerturile sunt mai rare, dintre care cel mai mare este Deșertul Gobi.
În Asia se întind câmpii, precum cea a Gangelui, Indusului, Chinei de Est, și tundre, precum tundra Siberiei.
Cu excepția câtorva zone favorizate, întregul Orient suferă de  lipsa  de apă. Doar regiunile fertile de pe malurile fluviilor, mărilor sau oceanelor  (precum Marea Mediterană, Oceanul Indian sau Marea Chinei de Est  )  au favorizat apariția și dezvoltarea primelor forme de civilizație.

## Istorie
Istoria Orientului Antic începe cu apariția primelor civilizații riverane în  Câmpia Indo-Gangetica, străbătut de fluviile Indus și Gange, Câmpia Chinei de Nord , străbătută de fluviile Yangtze și Huang He (Fluviul Galben), și   "Cornul Abundenței" sau "Semiluna Fertilă", o regiune fertilă a Orientului Mijlociu și Apropiat care avea formă de semilună, cu un climat umed,  delimitată de climatul secetos al Deșertului Sirian la sud și de ținutul muntos din Anatolia la nord, având  în trecut un  climat mai productiv din punct de vedere agricol
Semiluna fertilă cuprinde valea fluviilor Tigru și Eufrat din Irakul de azi, și valea fluviului Nil din Egiptul de azi.  
Istoria Orientului Antic (de la începerea epocii bronzului în anii 3300 i.Hr.) începe cu apariția civilizației sumeriene în mileniul al IV-lea Î.e.n.  
Orientul Mijlociu este considerat drept Leagănul civilizației și în această regiune ar fi fost practicată agricultură sistematizată, ceea ce a dus la  apariția și expansiunea așezărilor urbane și dezvoltarea instituțiilor  și altor elemente specifice civilizației, precum stratificarea socială, guvernarea centralizată,  religia organizată, armata, scrierea, codurile de legi,  științele, sistemul monetar și mijloacele de transport .  
În această perioada, enitatile statale au apărut și s-au extins, până când  întregul  Orient a devenit controlat de imperii militariste care au cucerit și supus alte civilizații și populații, creând un amestec cultural. 
Cronologic, finalul istoriei Orientului Antic este amplasat în anul 622 d.Hr. (după calendarul creștin) sau anul 1 (după calendarul islamic), când are loc Hegira- fuga lui Mahomed de la Mecca la Medina și  expansiunea religiei islamice care a schimbat fundamental Orientul Apropiat și Mijlociu. O altă variantă ar fi anul 330 î.Hr. când Alexandru cel Mare a cucerit Egiptul,Levantul, Irakul, Iranul și Afghanistanul de azi, marcând începutul  epocii elenistice și  răspândirea culturii grecești în rândurile populațiilor orientale. 
Istoria antică a Indiei  se încheie în anul 550 după colapsul Imperiului Gupta care desemnează sfârșitul epocii clasice.  
Pentru China nu există o periodizare clară, istoria sa fiind împărțită în dinastii până la revoluția din 1912 care a dus la abolirea monarhiei  și proclamarea republicii populare chineze în 1949.

## Periodizare
| Epoca Cuprului                                          | Epoca Cuprului (4500–3300 Î.e.n.)                       | Epoca Cuprului timpuriu       | 4500–4000Î.e.n.      | Civilizația de pe Valea Indului, Perioada Ubaid in Mesopotamia |
| Epoca Cuprului                                          | Epoca Cuprului (4500–3300 Î.e.n.)                       | Epoca Cuprului Târziu .e.n.   | 4000–3300 Î.e.n.     | Infiintarea orasului Ur, Cultura Ghassulian , Fondarea orasului Uruk in Mesopotamia , Cultura Gerzeh , Egiptul Predinastic , Perioada proto-elamită                                                                          |
| Epoca Bronzului (3300–1200 Î.e.n.)                      | Epoca Bronzului timpuriu (3300–2100 Î.e.n.)             | Epoca Bronzului timpuriu I    | 3300–3000 Î.e.n.     | Egiptul Predinastic , Perioada Dinastică Timpurie a Egiptului , primele asezari feniciene |
| Epoca Bronzului (3300–1200 Î.e.n.)                      | Epoca Bronzului timpuriu (3300–2100 Î.e.n.)             | Epoca Bronzului timpuriu II   | 3000–2700 Î.e.n.     | Sumer |
| Epoca Bronzului (3300–1200 Î.e.n.)                      | Epoca Bronzului timpuriu (3300–2100 Î.e.n.)             | Epoca Bronzului timpuriu III  | 2700–2200 Î.e.n.     | Vechiul Regat Egiptean, Imperiul Akkadian, Asiria, Elam, sunt construite orasele Mohenjo-daro si Harappa pe Valea Indusului                                                                                                  |
| Epoca Bronzului (3300–1200 Î.e.n.)                      | Epoca Bronzului timpuriu (3300–2100 Î.e.n.)             | Epoca Bronzului timpuriu IV   | 2200–2100 Î.e.n.     | Prima Perioadă Intermediară a Egiptului |
| Epoca Bronzului (3300–1200 Î.e.n.)                      | Epoca Bronzului Mijlociu (2100–1550 Î.e.n.)             | Epoca Bronzului Mijlociu I    | 2100–2000 Î.e.n.     | A treia dinastie a orasului-stat Ur, Dinastia Xia |
| Epoca Bronzului (3300–1200 Î.e.n.)                      | Epoca Bronzului Mijlociu (2100–1550 Î.e.n.)             | Epoca Bronzului Mijlociu II A | 2000–1750 Î.e.n.     | Babilon, Regatul Mijlociu Egiptean |
| Epoca Bronzului (3300–1200 Î.e.n.)                      | Epoca Bronzului Mijlociu (2100–1550 Î.e.n.)             | Epoca Bronzului Mijlociu II B | 1750–1650 Î.e.n.     | A doua Perioadă Intermediară a Egiptului |
| Epoca Bronzului (3300–1200 Î.e.n.)                      | Epoca Bronzului Mijlociu (2100–1550 Î.e.n.)             | Epoca Bronzului Mijlociu II C | 1650–1550 Î.e.n.     | Hitiți |
| Epoca Bronzului (3300–1200 Î.e.n.)                      | Epoca Bronzului Târziu (1550–1200 Î.e.n.)               | Epoca Bronzului Târziu I      | 1550–1400 Î.e.n.     | Imperiul Hitit Mijlociu, Confederatia Hayasa-Azzi, Elam, Noul Regat Egiptean, Perioada Vedică , Dinastia Shang |
| Epoca Bronzului (3300–1200 Î.e.n.)                      | Epoca Bronzului Târziu (1550–1200 Î.e.n.)               | Epoca Bronzului Târziu II A   | 1400–1300 Î.e.n.     | Noul Regat Hitit, Mitanni, Hayasa-Azzi, Ugarit, |
| Epoca Bronzului (3300–1200 Î.e.n.)                      | Epoca Bronzului Târziu (1550–1200 Î.e.n.)               | Epoca Bronzului Târziu II B   | 1300–1200 Î.e.n.     | Imperiul Mijlociu Asirian, Ascensiunea Fenicienilor |
| Epoca Fierului (1200–539 Î.e.n.)                        | Colapsul Epocii Bronzului (1200–1000 Î.e.n.)            | Epoca Fierului I A            | 1200–1150 Î.e.n.     | Colapsul Epocii Bronzului, Popoarele mării |
| Epoca Fierului (1200–539 Î.e.n.)                        | Colapsul Epocii Bronzului (1200–1000 Î.e.n.)            | Epoca Fierului I B            | 1150–1000 Î.e.n.     | Statele neo-hitite , Elam, Aramei |
| Epoca Fierului (1200–539 Î.e.n.)                        | Epoca Fierului II (1000–539 Î.e.n.)                     | Epoca Fierului II A           | 1000–900 Î.e.n.      | Regatul Israel |
| Epoca Fierului (1200–539 Î.e.n.)                        | Epoca Fierului II (1000–539 Î.e.n.)                     | Epoca Fierului II B           | 900–700 Î.e.n.       | Urartu, Phrygia, Imperiul Neo-Asirian , Regatul Iuda, Infiintarea orasului Cartagina, sunt scrise Upanișadele |
| Epoca Fierului (1200–539 Î.e.n.)                        | Epoca Fierului II (1000–539 Î.e.n.)                     | Epoca Fierului II C           | 700–539 Î.e.n.       | Noul Imperiu Babilonian, Mezi, Prabusirea Imperiului Neo-Asirian, Fenicia , Imperiul Ahemenid, apare Budismul în India controlat de regatele Mahajanapadas                                                                   |
| Antichitatea clasică (post-ANE) (539 Î.e.n. – 634 e.n.) | Antichitatea clasică (post-ANE) (539 Î.e.n. – 634 e.n.) | Imperiul Ahemenid             | 539–330 Î.e.n.       | Războaiele Medice |
| Antichitatea clasică (post-ANE) (539 Î.e.n. – 634 e.n.) | Antichitatea clasică (post-ANE) (539 Î.e.n. – 634 e.n.) | Civilizația elenistică        | 330–31 Î.e.n.        | Imperiul Macedonean, Imperiul Seleucid, Pergam, Regatul Ptolemeic, Dinastia Maurya în India, sunt compilate textele epopeeii Mahābhārata, Dinastia Qin, Dinastia Han                                                         |
| Antichitatea clasică (post-ANE) (539 Î.e.n. – 634 e.n.) | Antichitatea clasică (post-ANE) (539 Î.e.n. – 634 e.n.) | Războaiele Romano-Persane     | 31 Î.e.n. – 634 e.n. | Războaiele Romano-Persane,Imperiul Roman, Imperiul Part , Imperiul Sasanid, Imperiul Roman de Răsărit, Expansiunea musulmană, Dinastia Gupta, Perioada celor Trei Regate,Dinastia Jin (265-420), Dinastia Sui, Dinastia Tang |